# Fluorid draselný
Fluorid draselný je anorganická sloučenina se vzorcem KF. Je významným zdrojem fluoridového iontu. V přírodě se vyskytuje v podobě vzácného nerostu carobbiitu. Vodné roztoky KF leptají sklo, protože se tvoří rozpustné fluorokřemičitany. Pro tento účel se však běžněji používá kyselina fluorovodíková.

## Příprava
Fluorid draselný se připravuje rozpouštěním uhličitanu draselného v nadbytku kyseliny fluorovodíkové. Odpařováním roztoku vznikají krystaly hydrogendifluoridu draselného. Z něj se zahříváním získá fluorid draselný:
K2CO3 + 4HF → 2KHF2 + CO2↑ + H2O
KHF2 → KF + HF↑
Sůl nelze připravovat v aparatuře ze skla nebo porcelánu, protože je kyselina fluorovodíková i vodný roztok KF leptají. Lze použít tepelně odolný plast nebo platinu.

## Použití v organické chemii
V organické chemii je KF preferovaným zdrojem fluoridu pro konverzi organochloridů na organofluoridy. Při takových reakcích se obvykle používají polární rozpouštědla, například dimethylformamid, ethylenglykol nebo dimethylsulfoxid.